# Manfred Schunck
August Manfred Schunck (Eupen, 19 september 1941) is een Belgisch voormalig politicus van de CSP.

## Levensloop
Manfred Schunck is beroepshalve apotheker. Hij studeerde tussen 1958 en 1963 aan de Katholieke Universiteit Leuven. In 1965 vestigde hij zich als apotheker te Eupen, alwaar hij een (traditionele) apotheek overnam. Daarnaast was hij een tijdlang vanuit deze hoedanigheid vicevoorzitter van de Berufsvereinigung der Apotheker von Verviers und Eupen. Tevens doceerde hij 'Farmaceutisch management' aan de UCL te Sint-Lambrechts-Woluwe.
Hij werd politiek actief voor de CSP en was voor deze partij tot in 2006 gemeenteraadslid van Eupen. In november 1990 volgde hij Kurt Ortmann op in de Raad van de Duitstalige Gemeenschap. Op 20 september 1994 volgde hij eveneens Mathieu Grosch op als voorzitter van de Raad van de Duitstalige Gemeenschap, een mandaat dat hij uitoefende tot 13 juni 1999. Hij werd in deze hoedanigheid opgevolgd door Alfred Evers. In 2004 verliet hij de Raad van de Duitstalige Gemeenschap.